# Chiesa dell'Immacolata Concezione (Tempio Pausania)
La chiesa dell'Immacolata Concezione  è un edificio religioso situato a Tempio Pausania, centro abitato della Gallura, nella Sardegna nord-orientale. È consacrata al culto cattolico e fa parte della diocesi di Tempio-Ampurias.
Edificata nel 1761, la chiesetta si trova all'interno del parco omonimo ed è meta di continuo pellegrinaggio. L'8 dicembre di ogni anno vi si celebra la solennità dell'immacolata.

## Bibliografia

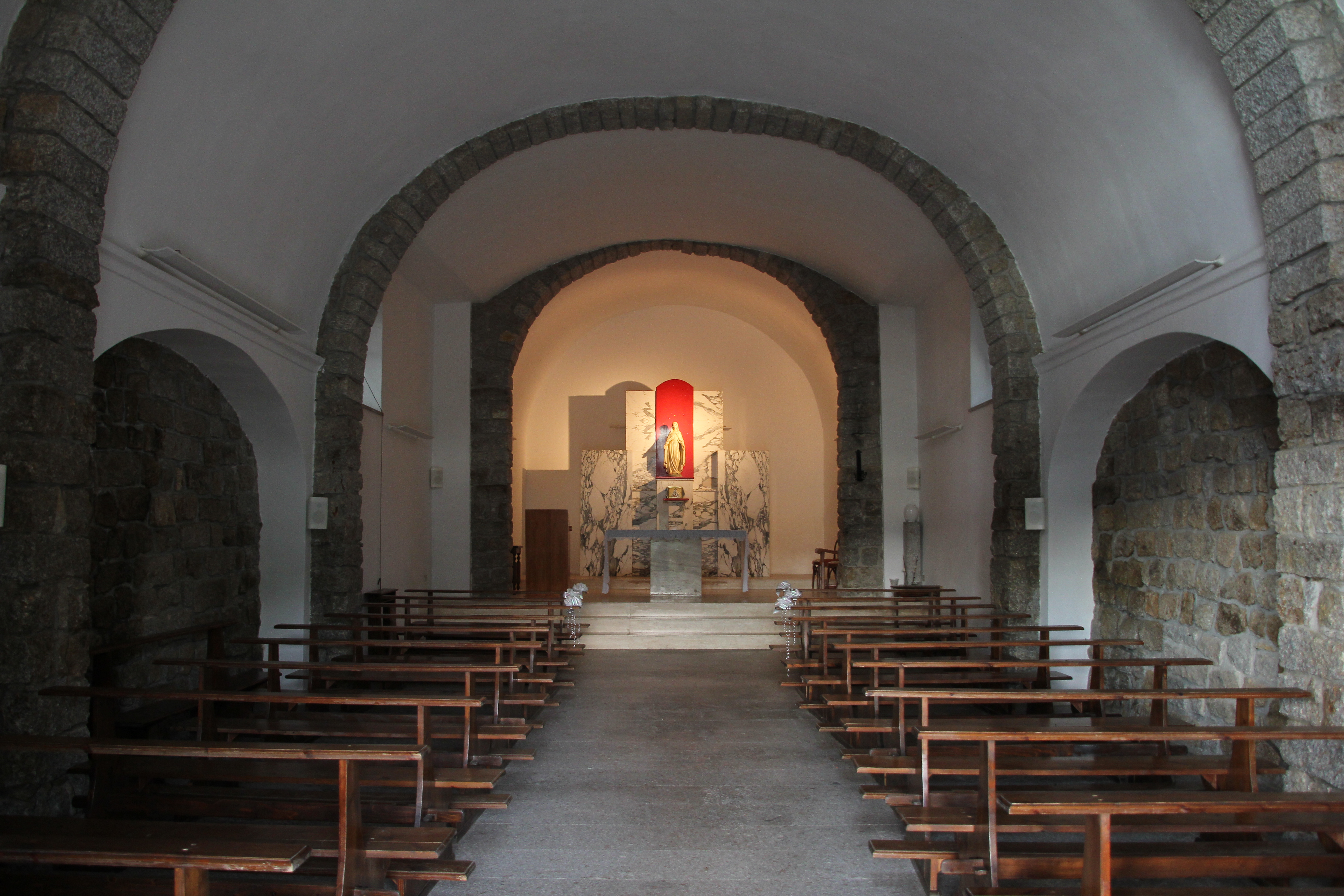
Interno